# Giải thưởng Hồ Chí Minh đợt IV
Ngày 18 tháng 2 năm 2012, Giải thưởng Hồ Chí Minh đợt IV về Khoa học - Công nghệ đã được Bộ Khoa học Công nghệ tổ chức trao tặng cho 12 công trình và cụm công trình tại Nhà hát lớn Hà Nội.
Đến ngày 19 tháng 5 năm 2012, Bộ Văn hóa, Thể thao và Du lịch cũng tổ chức lễ trao Giải thưởng Hồ Chí Minh đợt IV về Văn học - Nghệ thuật cho 13 cụm công trình văn học - nghệ thuật.

## Khoa học - công nghệ (12 giải)

### Khoa học xã hội và nhân văn (5 giải)
- Giáo sư Trần Quốc Vượng với Cụm công trình: Văn hóa Việt Nam - truyền thống và hiện đại.
- Giáo sư, Nhà giáo Nhân dân Hà Minh Đức với Cụm công trình: Sự nghiệp văn học, báo chí Hồ Chí Minh và một số vấn đề lý luận, thực tĩên văn hóa, văn nghệ Việt Nam.
- Giáo sư, Nhà giáo Nhân dân Lê Trí Viễn với Cụm công trình: Nghiên cứu, phê bình văn học trung đại Việt Nam và ngữ văn Hàn Nôm.
- Giáo sư, tiến sĩ khoa học, Nhà giáo Nhân dân Bùi Văn Ba (Phương Lựu) với Cụm công trình: Lý luận phê bình, phương pháp luận nghiên cứu văn học.
- Nhóm tác giả: Giáo sư Đặng Xuân Kỳ; Phó giáo sư, tiến sĩ Nguyễn Thanh Tuấn; Phó giáo sư, tiến sĩ Trần Minh Trưởng với Công trình: Một số vấn đề lý luận về xây dựng Đảng đối với một đảng cầm quyền lãnh đạo sự nghiệp xây dựng chủ nghĩa xã hội.

### Khoa học tự nhiên (6 giải)
- Đồng tác giả 49 người: Tìm kiếm, phát hiện và khai thác có hiệu quả các thân dầu trong đá móng granitoit trước Đệ Tam bể Cửu Long, thềm lục địa Việt Nam.
- Đồng tác giả 45 người: Động vật chí Việt Nam và Thực vật chí Việt Nam, Sách Đỏ và Danh lục Đỏ Việt Nam.
- Phó giáo sư Lê Bá Thảo với Cụm công trình: Thiên nhiên lãnh thổ và các vùng địa lý Việt Nam.
- Nguyễn Tăng Cường với Công trình: Ứng dụng 5 giải pháp khoa học công nghệ để chế tạo các loại thiết bị nâng hạ tại Việt Nam.
- Phó giáo sư, tiến sĩ Trần Quang Ngọc với Cụm công trình: Nghiên cứu phát triển và đổi mới công nghệ ngành Điện ảnh phục vụ kháng chiến bảo vệ tổ quốc và phục hồi kinh tế sau chiến tranh.
- Nhóm tác giả: GS.TS. Trương Đình Dụ, PGS.TS. Trần Đình Hòa, ThS. Trần Văn Thái, ThS. Thái Quốc Hiền, ThS. Trần Minh Thái, TS. Vũ Hồng Sơn, ThS. Nguyễn Thế Nam, ThS. Phan Đình Tuấn với Cụm công trình: Ngăn sông đập trụ đỡ và đập xà lan.

### Khoa học y dược (1 giải)
- Nhóm tác giả: GS.TS. Nguyễn Văn Thưởng, GS.TS. Lê Bách Quang, GS.TS. Phạm Ngọc Giới, TS. Chu Tiến Cường, TS. Đinh Ngọc Duy, TS. Trần Huy Dụng, BSCKI. Đào Nguyễn Thắng, GS.TS. Đỗ Nguyên Phương với Cụm công trình: Nghiên cứu mô hình kết hợp quân dân y phục vụ chăm sóc sức khỏe bộ đội và nhân dân trong thời kỳ Đổi mới.

## Văn học - nghệ thuật (13 giải)

### Âm nhạc (2 giải)
- Văn Chung với các ca khúc Đợi anh về, Ba cô gái đảm. Đếm sao, Pì Noọng ơi; hợp xướng Bác đời đời vẫn sống; tác phẩm khí nhạc Tiếng sáo quê hương.
- Phạm Tuyên với các ca khúc: Những ngôi sao ca đêm, Từ Làng Sen, Đêm trên Cha Lo, Tiến lên Đoàn viên, Đảng đã cho tôi sáng mắt sáng lòng.

### Sân khấu (3 giải)
- Đạo diễn, Nghệ sĩ Nhân dân Nguyễn Đình Nghi với các vở diễn: Hồn Trương Ba da hàng thịt, Rừng trúc, Nguồn sáng trong đời, Nguyễn Trãi ở Đông Quan, Tiếng sấm Tây Nguyên.
- Đạo diễn, Nghệ sĩ Nhân dân Dương Ngọc Đức với các vở Tiền tuyến gọi, Đôi mắt, Người cầm súng, Masa, Tấm vóc Đại Hồng, Người công dân số 1, Khúc thứ 3 bi tráng.
- Nghệ sĩ Nhân dân Sỹ Tiến với các cụm tác phẩm: Những mảnh tình nghệ sỹ, Giành ánh sáng tự do và các công trình nghiên cứu Bước đầu tìm hiểu sân khấu cải lương, Nghệ thuật cải lương với vấn đề truyền thống, Một số vấn đề xung quanh nghệ thuật cải lương, Hướng dẫn sử dụng một số nhạc cụ dân tộc, Lịch sử Sân khấu Cải lương.

### Văn học (7 giải)
- Phạm Tiến Duật với các tác phẩm Đường dài và những đốm lửa, Tiếng bom và tiếng chuông chùa, Vừa làm vừa nghĩ.
- Hoàng Tích Chỉ với các kịch bản phim truyện: Trên vĩ tuyến 17, Biển gọi, Vĩ tuyến 17 ngày và đêm, Em bé Hà Nội, Mối tình đầu và kịch bản phim tài liệu Thành phố lúc rạng đông.
- Ma Văn Kháng với Truyện ngắn chọn lọc và các tiểu thuyết Mưa mùa hạ, Côi cút giữa cảnh đời, Gặp gỡ ở La Pan Tẩn.
- Hữu Thỉnh với các tác phẩm Thương lượng với thời gian, Trường ca biển.
- Thiếu tướng Hồ Phương với các tiểu thuyết Ngàn dâu, Những cánh rừng lá đỏ.
- Đỗ Chu với tập truyện ngắn Một loài chim trên sóng và tập tùy bút Tản mạn trước đèn.
- Lê Văn Thảo với các tác phẩm: Con đường xuyên rừng, Tuyển tập truyện ngắn.

### Mỹ thuật (1 giải)
- Nguyễn Gia Trí với các tác phẩm tranh Thiếu nữ trong vườn, Thiếu nữ bên ao Sen, Thiếu nữ bên hoa Phù Dung.